# 寶森
寶森（1836年—1897年），愛新覺羅氏，清朝宗室，字子青，號震甫、亦振甫，滿洲鑲藍旗人。晚清政治人物。官至盛京刑部侍郎。

## 生平
清鄭親王濟爾哈朗八世孫。咸豐十年（1860年）庚申恩科進士，改庶吉士。同治元年，授翰林院編修。同治三年，改侍讀。同治四年，任日講起居注官。同治九年，改國子監祭酒。光緒元年，任詹事府詹事。光緒五年，任左副都御史。次年改盛京兵部侍郎。光緒八年，任盛京刑部侍郎。有堂弟寶廷。此宗室寶森容易和索綽絡氏大學士寶鋆之弟寶森同名混淆。

## 家族
- 八世祖：鄭親王濟爾哈朗
- 曾祖：宗室廣敏，官盛京兵部侍郎；
- 祖父母：宗室興恒，娶原太子少保成都將軍觀成之女、尚书贵庆的姐妹富察氏为正妻；
- 父母：宗室常璧，妻镶白旗碧魯氏，碧鲁氏亦必禄氏，其父陜西布政使岳齡安、兄弟伊绵阿、一姐妹嫁大臣松筠之子熙綸；
- 妻：娶瓜尔佳氏，为桂良子延禧和郑亲王乌尔恭阿之女所生，即福康安外曾孙女；
- 叔：侍講學士宗室常祿；
- 胞妹：嫁进士錫祉之子泰階，即军机大臣奎照之孙、索绰络氏英和曾孙，泰階官織造鈔關熱河总管府员外郎；
- 堂弟：副都統宗室寶廷；
- 侄：光緒戊戌進士宗室壽富、壽蕃，皆娶晚清庚子被禍五大臣聯元之女崔佳氏；
- 孫子：序佺。寶森無嗣,過繼堂弟寶廷子壽蕃的次子序佺為孫，序佺為晚清大臣聯元之女崔佳氏出；
- 女：長女婉如（亦隽如）、次女淑如同堂兄弟宗室壽蕃、壽富在八國聯軍入侵庚子事变時殉國。寶廷的門生林紓在《京華碧血錄》中直敘其事。